# Phymatodes mohavensis
Phymatodes mohavensis är en skalbaggsart som beskrevs av Linsley och Chemsak 1963. Phymatodes mohavensis ingår i släktet Phymatodes och familjen långhorningar. Inga underarter finns listade i Catalogue of Life.